# Bellefond (Costa d'Or)
Bellefond és un municipi francès, situat al departament de la Costa d'Or i a la regió de Borgonya - Franc Comtat. L'any 2007 tenia 812 habitants.

## Demografia

### Població
El 2007 la població de fet de Bellefond era de 812 persones. Hi havia 290 famílies, de les quals 36 eren unipersonals (12 homes vivint sols i 24 dones vivint soles), 119 parelles sense fills, 131 parelles amb fills i 4 famílies monoparentals amb fills.
La població ha evolucionat segons el següent gràfic:
Habitants censats

### Habitatges
El 2007 hi havia 310 habitatges, 296 eren l'habitatge principal de la família, 2 eren segones residències i 12 estaven desocupats. 300 eren cases i 10 eren apartaments. Dels 296 habitatges principals, 274 estaven ocupats pels seus propietaris, 20 estaven llogats i ocupats pels llogaters i 2 estaven cedits a títol gratuït; 3 tenien dues cambres, 15 en tenien tres, 50 en tenien quatre i 228 en tenien cinc o més. 257 habitatges disposaven pel capbaix d'una plaça de pàrquing. A 62 habitatges hi havia un automòbil i a 225 n'hi havia dos o més.

### Piràmide de població
La piràmide de població per edats i sexe el 2009 era:
| Homes | Edats   | Dones |
| ----- | ------- | ----- |
| 0     | 95 o +  | 0     |
| 0     | 90 a 94 | 0     |
| 0     | 85 a 89 | 4     |
| 4     | 80 a 84 | 4     |
| 0     | 75 a 79 | 8     |
| 8     | 70 a 74 | 4     |
| 8     | 65 a 69 | 8     |
| 24    | 60 a 64 | 16    |
| 28    | 55 a 59 | 16    |
| 28    | 50 a 54 | 32    |
| 36    | 45 a 49 | 56    |
| 28    | 40 a 44 | 40    |
| 24    | 35 a 39 | 24    |
| 12    | 30 a 34 | 24    |
| 20    | 25 a 29 | 8     |
| 36    | 20 a 24 | 20    |
| 28    | 15 a 19 | 20    |
| 20    | 10 a 14 | 40    |
| 24    | 5 a 9   | 12    |
| 20    | 0 a 4   | 20    |

## Economia
El 2007 la població en edat de treballar era de 577 persones, 430 eren actives i 147 eren inactives. De les 430 persones actives 410 estaven ocupades (221 homes i 189 dones) i 20 estaven aturades (5 homes i 15 dones). De les 147 persones inactives 62 estaven jubilades, 65 estaven estudiant i 20 estaven classificades com a «altres inactius».

### Ingressos
El 2009 a Bellefond hi havia 295 unitats fiscals que integraven 774 persones, la mediana anual d'ingressos fiscals per persona era de 26.451 €.

### Activitats econòmiques
Dels 21 establiments que hi havia el 2007, 5 eren d'empreses de construcció, 1 d'una empresa de comerç i reparació d'automòbils, 2 d'empreses de transport, 1 d'una empresa d'hostatgeria i restauració, 1 d'una empresa financera, 2 d'empreses immobiliàries, 4 d'empreses de serveis, 3 d'entitats de l'administració pública i 2 d'empreses classificades com a «altres activitats de serveis».
Dels 4 establiments de servei als particulars que hi havia el 2009, 2 eren paletes, 1 lampisteria i 1 agència immobiliària.
L'any 2000 a Bellefond hi havia 8 explotacions agrícoles.

## Equipaments sanitaris i escolars
El 2009 hi havia 1 escola maternal i 1 escola elemental.

## Poblacions més properes
El següent diagrama mostra les poblacions més properes.